# 大兴安岭林业管理局
大兴安岭林业管理局成立于1965年，隶属于中华人民共和国国家林业和草原局。

## 林业区划
大兴安岭林业管理局辖10个林业局、46个林场。
- 松岭林业局（驻松岭区小扬气镇）辖5个林场
  - 绿水林场、古源林场、大扬气林场、壮志林场、新天林场
- 新林林业局（驻新林区新林镇）辖8个林场
  - 塔源林场、宏图林场、新林林场、大乌苏林场、碧洲林场、翠岗林场、塔尔根林场、富林林场
- 塔河林业局（驻塔河县塔河镇）辖5个林场
  - 瓦拉干林场、蒙克山林场、塔林林场、绣峰林场、盘古林场
- 呼中林业局（驻呼中区呼中镇）辖4个林场
  - 呼源林场、宏伟林场、呼中林场、碧水林场
- 阿木尔林业局（驻漠河市阿木尔镇）辖6个林场
  - 长山林场、依林林场、龙河林场、红旗林场、青松林场、兴安林场
- 图强林业局（驻漠河市图强镇）辖5个林场
  - 奋斗林场、二十八站林场、育英林场、潮河林场、潮满林场
- 西林吉林业局（驻漠河市西林吉镇）辖3个林场
  - 前哨林场、古莲林场、金沟林场
- 十八站林业局（驻塔河县十八站鄂伦春族乡）辖4个林场
  - 十八站林场、查班河林场、小根河林场、白银纳林场
- 韩家园林业局（驻呼玛县韩家园镇）辖1个林场
  - 韩家园林场
- 加格达奇林业局（驻加格达奇区）辖5个林场
  - 古里林场、白桦林场、东风林场、翠峰林场、跃进林场